# 斎藤祥郎
斎藤 祥郎（さいとう しょうろう、1927年（昭和2年）6月13日 - 2009年（平成21年）11月5日）は、日本の歌人。広島高等師範学校（現在の広島大学）卒業。大阪府大阪市出身。別名は斎藤武通。

## 生涯
大阪府大阪市に生まれる。広島高等師範学校（現在の広島大学）を卒業後、教師になり、徳島県内の高校で国語を教える。
1967年に歌誌「徳島歌人」主宰。徳島県歌人クラブ会長を長年務めたほか、1993年に「徳島中・高生短歌の会」を組織し、若手歌人の育成に努めた。2003年には徳島県文化賞を受賞。
2009年（平成21年）11月5日、死去。

## 著書
- 『月明 : 斎藤祥郎歌集』（徳島歌人新社、2010年12月）
- 『言葉の海を泳ぐ : 短歌とその周辺』（徳島歌人新社、2003年9月）
- 『遠白き : 歌集』（徳島歌人新社、1997年11月）
- 『海境 : 斎藤祥郎歌集』（徳島歌人新社、1993年5月）
- 『石垣の唄 : 短歌試論集』（徳島歌人新社、1987年10月）
- 『雅笛 : 斉藤祥郎歌集』（徳島歌人新社、1969年5月）